# Thuman
Thuman (en népalais : थुमन) est un comité de développement villageois du Népal situé dans le district de Rasuwa. Au recensement de 2011, il comptait 868 habitants.